# Senaat (Congo-Brazzaville)
De Senaat (Frans: Sénat) is de benaming/benoeming van het hogerhuis van het parlement van Congo-Brazzaville. De Senaat telt 72 zetels (zes senatoren voor elk van de twaalf regio's van het land en republiek) en indirect gekozen door districts-, lokale- en regionale volksvertegenwoordigingen voor een periode van zes jaar. 
De Senaat werd in 1992 opgericht. Tot die tijd kende de het land, toen de Volksrepubliek Congo geheten, een eenkamerparlement (Nationale Vergadering). Voorzitter van de Senaat is Pierre Ngolo (PCT). De grootse partij in de Senaat is de Congolese Partij van de Arbeid (PCT).